# Gueorgui Fliórov
Gueorgui Nikoláyevich Fliórov (en ruso: Гео́ргий Никола́евич Флёров, también escrito como Georgii Nikolayevich Flerov) (2 de marzo de 1913 - 19 de noviembre de 1990) fue un prominente físico nuclear soviético.
Fundó el Laboratorio Fliórov de Reacciones Nucleares en Dubná en 1957, y actuó como director del mismo hasta 1989. También durante este período, presidió el Consejo Científico de la Academia de Ciencias de la URSS. También reclama el descubrimiento de dos metales de transición superpesados, los elementos seaborgio y bohrio.

## Formación académica y primeros trabajos
Fliórov nació en Rostov del Don. Al salir de la escuela en 1929, trabajó como mecánico y electricista. En 1931 se trasladó a Leningrado y comenzó a trabajar en la fábrica "Krasny Putílovets". En 1933 fue enviado al Instituto Politécnico de Leningrado (ahora conocido como Universidad Politécnica Estatal de San Petersburgo) y se especializó en física térmica (Thermal physics) y física nuclear.
En 1938, Gueorgui Fliórov comenzó a trabajar en el laboratorio de Ígor Kurchátov en el Instituto Politécnico de Leningrado, demostrando ser un brillante físico experimental.
En ese momento era de gran interés saber si era posible una reacción nuclear en cadena. Fliórov y L.I. Rusínov trataron de realizar la fisión del uranio de manera experimental sin lograrlo, pero consiguiendo notables avances teóricos.

## Durante la Gran Guerra
En 1940, junto a K.A. Petrzhak, estudió la fisión de los isótopos naturales del uranio bajo la influencia de neutrones de diferentes energías hasta lograr la fisión espontánea. Durante la Segunda Guerra Mundial, Fliórov se unió a los ciudadanos en armas en Leningrado y más tarde, en la Academia de la Fuerza Aérea.
A finales de 1941 hizo un llamamiento a la Academia de Ciencias de la URSS, y presentó sus ideas sobre la importancia de la investigación de las reacciones en cadena con neutrones rápidos. A finales de 1942 trabajó de nuevo con Kurchátov, en investigaciones sobre defensa nacional y energía nuclear en la Unión Soviética.
Se lo conoce por el escrito que dirigió a Stalin en abril de 1942 señalando el notable silencio en el campo de la fisión nuclear en Estados Unidos, Gran Bretaña y Alemania. Las exhortaciones de Fliórov llevaron a la eventual desarrollo por parte de la URSS de su propio proyecto de bomba atómica.

## Síntesis de nuevos elementos
Tras la guerra continuó trabajando sobre la fisión nuclear, estudió los rayos cósmicos y aplicó los métodos de la física nuclear a la prospección racional de petróleo.
Desde 1953 dedica sus esfuerzos a las colisiones entre núcleos y a la síntesis de nuevos elementos. En 1954, realizó los primeros experimentos sobre aceleración de iones de nitrógeno con el ciclotrón de 150 centímetros en Moscú. En 1955 se crea una poderosa fuente de múltiples iones cargados y se consiguen haces monoenergéticos de iones de carbono, nitrógeno y oxígeno con energía superior a la barrera culombiana de los núcleos más pesados.
En el periodo 1955-1959 estudia las peculiaridades de las reacciones entre núcleos compuestos. En 1956, comienza la serie de experimentos dirigidos al descubrimiento del elemento con número atómico 102, llamado luego Nobelio. Amplía las investigaciones sobre haces de iones pesados y para ello crea el Instituto Conjunto para la Investigación Nuclear, en 1957, construyendo nuevos aceleradores. Rechazó el acelerador en línea (aceptado por los científicos americanos) y eligió el método del ciclotrón para acelerar iones pesados. En 1960 entró en funcionamiento el ciclotrón de 310 centímetros de Dubná.
Fliórov investiga la síntesis de elementos más allá del fermio, en la frontera de la estabilidad nuclear. Bajo su dirección se sintetizan nuevos elementos con números atómicos 102, 103, 104, 105, 106, y 107, siendo investigadas sus propiedades químicas y físicas.
En 1961, descubren los isómeros espontáneamente fisionables. En 1962 se descubre la emisión de protones con retraso, y en 1966, la fisión nuclear retrasada tras desintegración beta. También inicia el estudio de los isótopos ricos en neutrones de elementos ligeros (20C, 22N, 24O).

## Premios y distinciones
Desde 1969 dirigió el Consejo Científico de la Academia de Ciencias de la URSS. Fue miembro de varios consejos editoriales de revistas científicas. Recibió diversas distinciones: el Premio Lenin, el Premio del Estado de la URSS y el nombramiento de Héroe del Trabajo Socialista
En su honor, se instituyó el Premio Fliórov que se otorga a científicos que sobresalen en el campo de la física nuclear. Se concede cada dos o tres años, desde 1993.
En 2011, se propuso nombrar el elemento 114 en su honor, llamándolo "flerovio".